# 耶格瓦尔德
耶格瓦尔德（羅馬化：Yeghvard），是亚美尼亚科泰克州耶格瓦尔德市镇的城镇及其行政中心，位于州府赫拉茲丹西南39公里处。2011年人口普查时该镇的人口数量为11,672人。2016年官方估计的人口数量为10,900人。

## 辞源
该地名字源自两个亚美尼亚语单词的组合：意为“气味”或“芳香”；意为“玫瑰”。所以该地名字的直译就是“玫瑰芳香”。根据专家的分析，该地曾经被森林覆盖，森林里有各种芳香的玫瑰和花草。

## 图集

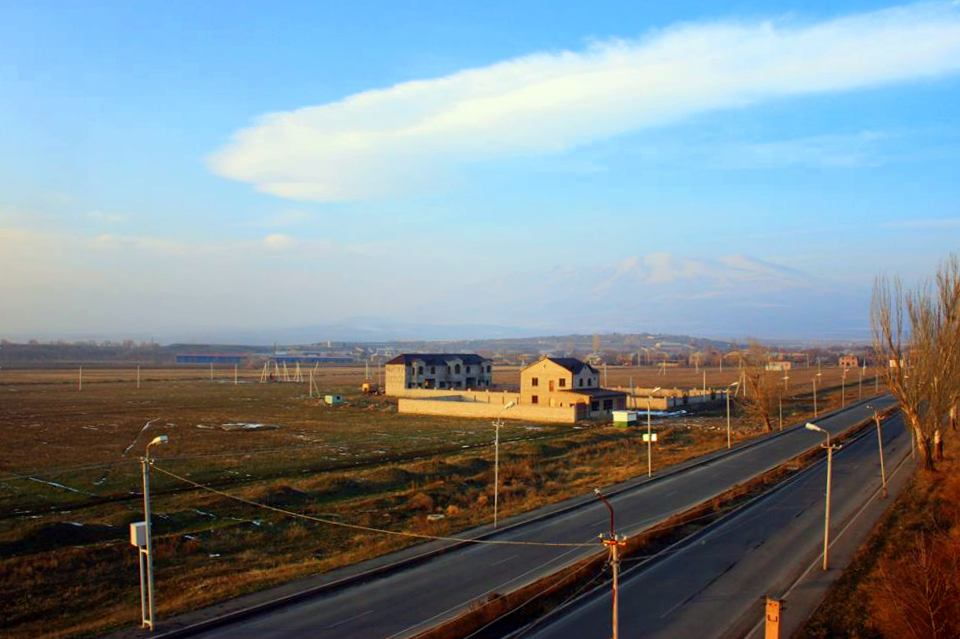
风景
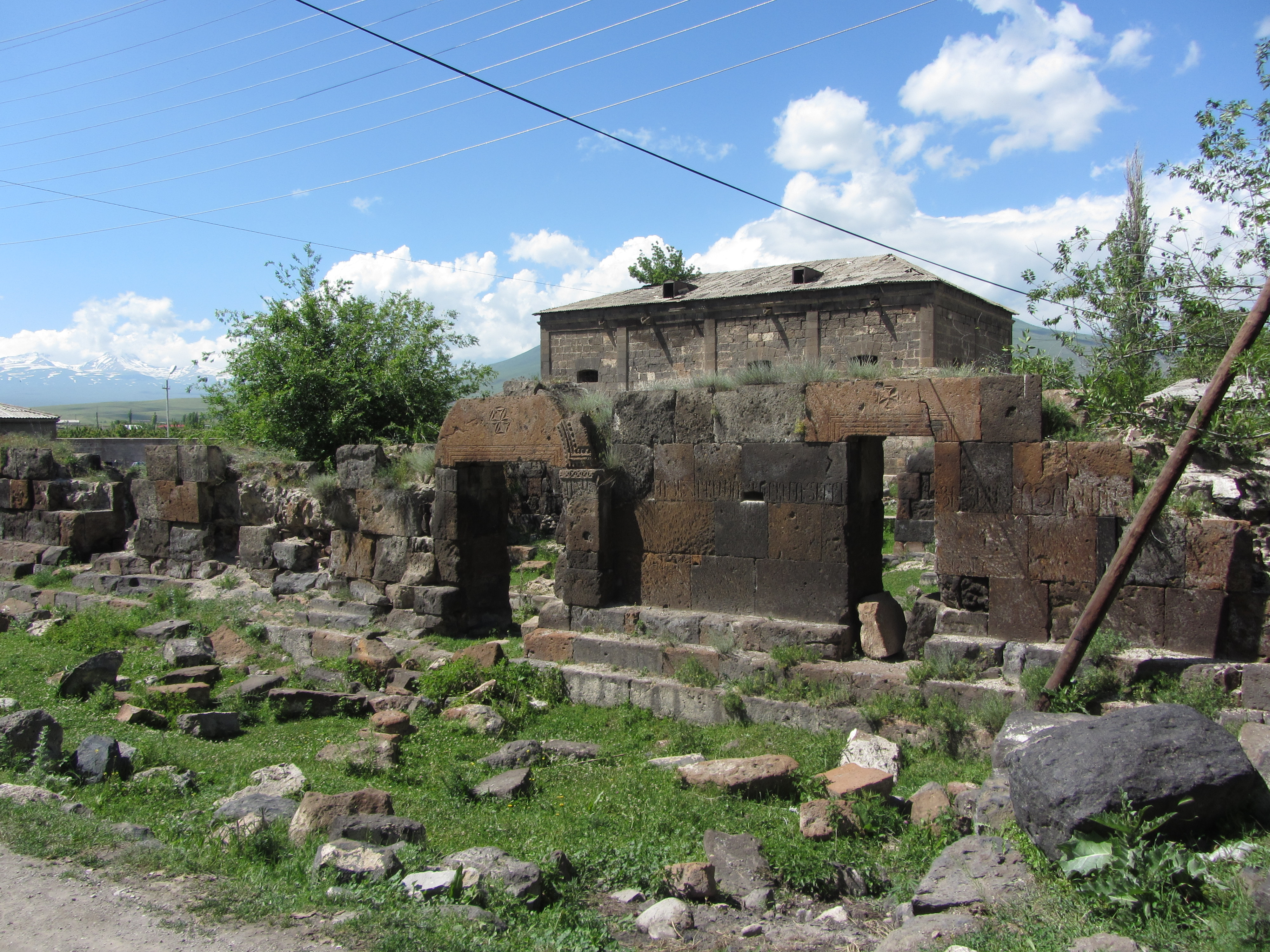
建于五六世纪的教堂遗址
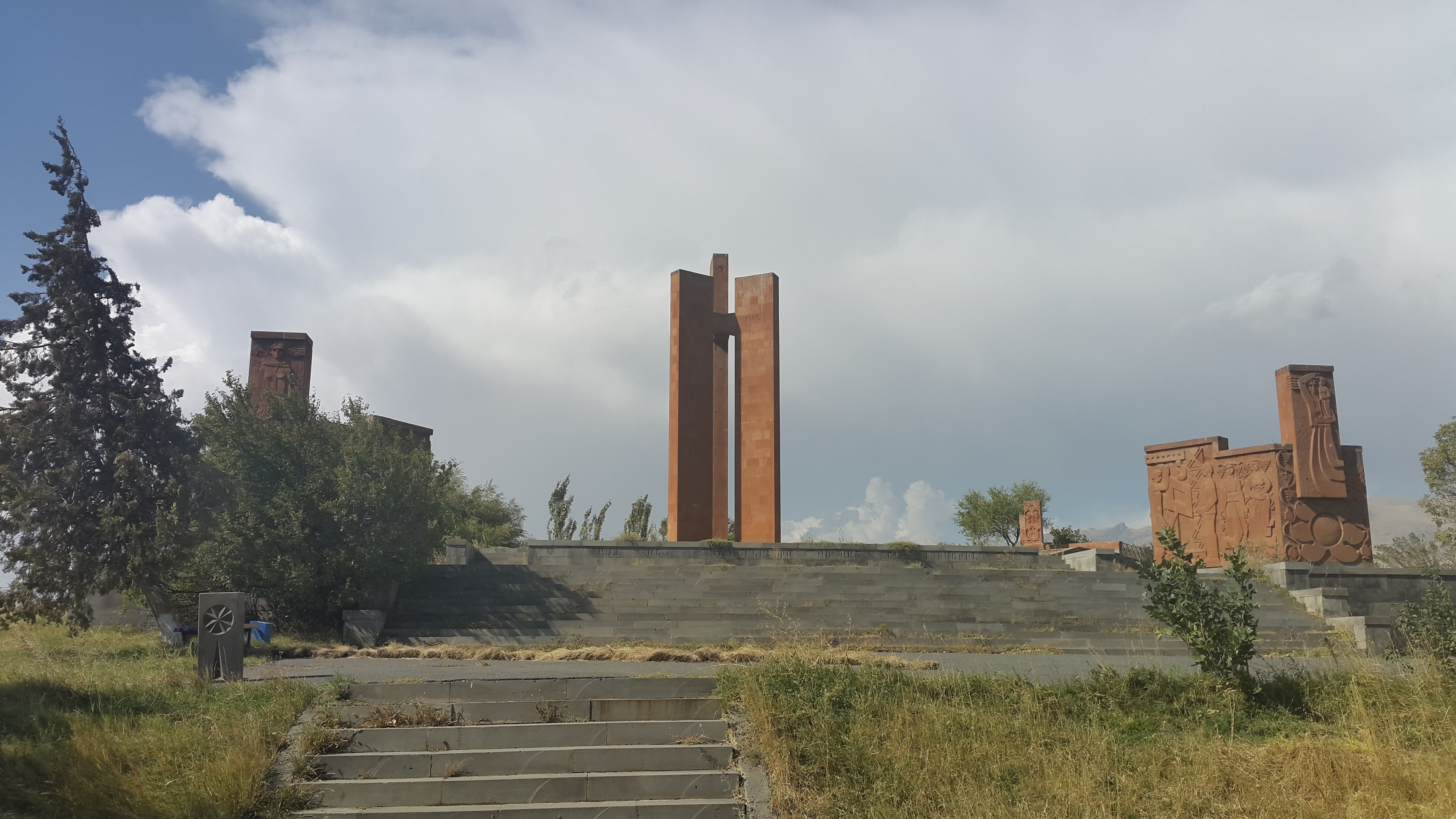
二战纪念碑